# Мілена Глімбовська
Мілена Глімбовська (народилася в 1990 році в Сибіру, Радянський Союз) — російсько-німецька підприємиця, письменниця та активістка безсмітництва. Глімбовська стала відомою в основному через заснування берлінського продуктового магазину Original Unverpackt (Оригінал без пакування), в якому товари продаються без одноразової упаковки.

## Життєпис
Глімбовська народилася в 1990 році в Сибіру, на території колишнього Радянського Союзу. У 1995 році її сім'я переїхала до Німеччини, де вона виросла в Ганновері і відвідувала школу Вільгельма Раабе. Після навчання на медіа-дизайнерку Глімбовська почала вивчати соціальні та ділові комунікації в Берлінському університеті мистецтв, але пізніше припинила навчання.
Після тривалого підготовчого періоду Глімбовська разом із Сарою Вольф у 2014 році запустила краудфандинг для фінансування заснування їхнього продуктового магазину Original Unverpackt. Схема успішно зібрала 100 000 євро. Магазин відкрився 13 вересня 2014 року і діє донині, а Глімбовська є генеральним директором (станом на грудень 2018 року). Після відкриття берлінської локації Original Unverpackt з'явилися численні магазини по всій Німеччині, а також по всьому світу. Багато хто вважає, що заснування Глімбовською Original Unverpackt викликало рух без відходів у Німеччині, підвищивши обізнаність не лише про безвідходний магазин, але й про саму Глімбовську.
У 2015 році разом з Яном Ленарцем Глімбовська заснувала видавництво «Ein good Verlag», яке займається продажем книг і календарів на тему уважності. Глімбовська відома як доповідачка на тему сталого розвитку та безвідходності, виступає на численних конференціях у Німеччині та за кордоном.
У листопаді 2018 року журі Берлінського сенату, Investitionsbank Berlin і Berlin IHK визнали Глімбовську «Підприємицею року 2018».

## Праці
- Ohne Wenn und Abfall. Kiepenheuer & Witsch, 2017, ISBN 978-3-462-05019-6.
- Weil ich ein Mädchen bin. In: Scarlett Curtis (Hrsg.): The Future is female! Was Frauen über Feminismus denken. Goldmann Verlag, 2018, ISBN 978-3-44215982-6, S. 167–172.
- Einfach Familie Leben. Knesebeck Verlag, 2019, ISBN 978-3-95728-270-5.
- With Susanne Mierau and Katja Vogt: Einfach Familie leben. Der Minimalismus-Guide: Wohnen, Kleidung, Lifestyle, Achtsamkeit. Kneseback Verlag, April 2019, ISBN 978-3-95728-270-5.